# 古诺曼语
古诺曼语（法語：ancien normand，亦称古诺曼法语）是中世纪诺曼底使用的一种语言，属于一种奥依语。古诺曼语曾随着诺曼人的活动扩展至英国、南意大利、西西里以及黎凡特地区。至15世纪为止，古诺曼语被用来作为行政文书和文学语言。古诺曼语是现代诺曼语（包括使用于海峡群岛的诺曼语诸方言）的祖先，同时，诺曼征服后其在英国的变体被称作盎格鲁-诺曼语。

## 语言地理学
古诺曼语曾在现在所称的诺曼底地区全域使用，但有方言的差别，最为人所注意者为南北的方言区别，区别南北方言的等语线被称为若雷线。此线以北的方言所用的/k/和/ɡ/在以南的语言里则分别为/ʃ/和/ʒ/，如若雷线以北的gambe（ /ɡãb/，腿）在同线以南则为jambe（/ʒãb/）。
随着诺曼征服，古诺曼语也扩展至英国，并发展出了变体盎格鲁-诺曼语，这种变体为古英语底层所影响，其后在金雀花王朝时还为安茹法语所影响，其后则更多受到中古法语的影响。现代英语中有许多来自古诺曼的词汇（通过盎格鲁-诺曼语中介），能够从其语音形式来识别，如：
- war （战争，来自古诺曼语werre，现代法语）
- wait （等待，来自古诺曼语waitier “照看，看守”，古法语gaitier，现代法语 “监视，窥伺，守候”）
- car （车，来自古诺曼语car，现代法语）
- catch （捕捉，来自古诺曼语ca(t)chier，现代法语 “打猎，驱逐”）
- kennel （狗窝，来自古诺曼语*kenil，现代法语 “狗窝”）

古诺曼语也曾是南意大利、西西里及黎凡特的上层阶级所使用的语言，但几乎没有在当地语言中留下痕迹。在十字军时期，古诺曼语也是黎凡特地区的安条克公国所使用的一门重要语言。

## 特征
古诺曼语虽是一种罗曼语，但在词汇上受到古诺斯语影响，不过语法结构及句法上则未受多少影响。古诺曼语中约有两百左右的词汇来自古诺斯语，现在诺曼底的一些地名同样也来自古诺斯语。其中一些词也进入了法语，多为航海有关的术语或反映海洋生活的词。如（蟹），来自古诺斯语krabbi（经古诺曼语中介）；（船艏柱），来自古诺斯语stafn。

## 文学作品
古诺曼语留下了诸多文献，其中较出名的有《圣徒阿列克西斯行传》，这首韵文圣人传是奥依语最早的文本之一，可能于11世纪在鲁昂纂成。12世纪的泽西诗人韦斯的作品也有代表性。